# Apatity
Apatity (Russo: Апатиты) é uma cidade localizada no Oblast de Murmansque, Rússia, á 23 Km ao oeste de Kirovsk e 185 km ao sul de Murmansque,o centro administrativo do oblast. A cidade possuía em 2010 59.672 habitantes.